# Who's Gonna Ride Your Wild Horses
Who's Gonna Ride Your Wild Horses è una canzone del gruppo rock irlandese degli U2, estratta come ultimo singolo dall'album del 1991 Achtung Baby.

## La canzone
Il testo parla di una relazione extraconiugale tra uno dei componenti della band (potrebbe essere The Edge, dal momento che in quel periodo si stava separando dalla moglie, anche se c'è chi pensa sia Bono il protagonista del brano) e una ragazza, conosciuta durante il tour. Ancora oggi però, nessuno degli U2 ha spiegato chi fosse il protagonista del brano.
Una cover del brano è stata eseguita dalla Royal Philharmonic Orchestra nel loro album del 1999 Pride: The Royal Philharmonic Orchestra Plays U2. Nel 2006 anche la band EBM norvegese Apoptygma Berzerk ha registrato una reinterpretazione del brano.

## Tracce
1. Who's Gonna Ride Your Wild Horses (The Temple Bar Edit) (3:54)
2. Paint It Black (3:22)

Who's Gonna Ride Your Wild Horses è scritta da Bono, Paint it Black è scritta da Mick Jagger e Keith Richards.

## Formazione
- Bono - voce, chitarra acustica
- The Edge - chitarra, tastiere, cori
- Adam Clayton - basso
- Larry Mullen Jr. - batteria

## Classifiche
| Classifica (1992)             | Posizione massima |
| ----------------------------- | ----------------- |
| Australia                     | 9                 |
| Austria                       | 20                |
| Belgio (Fiandre)              | 32                |
| Canada                        | 5                 |
| Finlandia                     | 5                 |
| Germania                      | 48                |
| Irlanda                       | 4                 |
| Italia                        | 13                |
| Norvegia                      | 10                |
| Nuova Zelanda                 | 13                |
| Paesi Bassi                   | 14                |
| Regno Unito                   | 14                |
| Stati Uniti                   | 35                |
| Stati Uniti (alternative)     | 7                 |
| Stati Uniti (mainstream rock) | 2                 |
| Stati Uniti (pop)             | 28                |
| Svezia                        | 19                |
| Svizzera                      | 24                |